# بطولة باوليستا 2023
بطولة باوليستا 2023 كان الموسم 122 من دوري كرة القدم المحترف في ساو باولو . أقيمت المسابقة في الفترة من 15 يناير إلى 9 أبريل 2023.

## النظام
- في المرحلة الأولى، تم توزيع الفرق الستة عشر المصنفة على أربع مجموعات تضم كل منها أربعة فرق، حيث يلعب كل فريق مرة واحدة ضد الأندية الاثني عشر من المجموعات الثلاث الأخرى. بعد أن يلعب كل فريق اثنتي عشرة مباراة، يتأهل الفريقان الأول والثاني من كل مجموعة إلى مرحلة ربع النهائي.[2]
- بعد انتهاء المرحلة الأولى، هبط الناديان اللذان حصلا على أقل عدد من النقاط، بغض النظر عن المجموعة، إلى دوري الدرجة الثانية البرازيلي .[2]
- تم لعب ربع النهائي ونصف النهائي في مباراة واحدة، حيث يلعب الفريق الأفضل مركزًا على أرضه.[2]
- أقيمت المباريات النهائية بنظام الذهاب والإياب، حيث يلعب الفريق صاحب المركز الأفضل مباراة الإياب على أرضه.[2]
- في حالة التعادل في أي مرحلة خروج المغلوب، يتم تحديد المباراة بركلات الترجيح.[2]
- الفريقان الأعلى ترتيبًا واللذان لم يتأهلا بأي شكل آخر تأهلا إلى كأس البرازيل 2024.[2]
- تأهلت الفرق الثلاثة الأعلى ترتيبًا في الجدول العام في نهاية المسابقة والتي لا تلعب في أي مستوى من مستويات نظام الدوري البرازيلي لكرة القدم إلى بطولة الدوري البرازيلي الدرجة الرابعة لعام 2024.[2]

### كسر التعادل
يتم تصنيف الفرق حسب النقاط (3 نقاط للفوز، 1 نقطة للتعادل، 0 نقطة للخسارة). إذا تساوى فريقان أو أكثر في النقاط عند انتهاء مباريات المجموعة، يتم تطبيق المعايير التالية لتحديد التصنيف:
- عدد أكبر من الانتصارات؛
- فارق الأهداف المتفوق؛
- عدد أكبر من الأهداف المسجلة؛
- أقل عدد من البطاقات الحمراء المستلمة؛
- أقل عدد من البطاقات الصفراء المستلمة؛
- السحب في مقر الاتحاد النسائي العام .

## شركاء التلفزيون
حصلت شركة Record TV على حقوق بثّ البطولة لعام 2023 للعام الثاني على التوالي، كما يقوم تطبيق البث الخاص بها Play Plus أيضًا ببث المباريات مباشرة. بالإضافة إلى ذلك، تبث منصات البث المباشر HBO Max وEstádio TNT Sports (المملوكة لشركة TNT) وقناة Paulistão الرسمية على YouTube والتطبيق (Paulistão Play) المباريات مباشرة أيضًا. في 28 أكتوبر 2022، أعلنت TNT أيضًا عن بث بعض المباريات على قناتها التلفزيونية المدفوعة، مع قيام قناة الدفع مقابل المشاهدة Premiere أيضًا ببث بعض المباريات.

## الفرق
| النادي      | المدينة               | نتيجة الموسم السابق |
| ----------- | --------------------- | ------------------- |
| آغوا سانتو  | Diadema               | 14th                |
| بوتافوغو    | Ribeirão Preto        | 9th                 |
| كورينثيانز  | São Paulo (Tatuapé)   | 3rd                 |
| Ferroviária | Araraquara            | 11th                |
| غواراني     | Campinas              | 7th                 |
| ليميرا      | Limeira               | 12th                |
| إيتوانو     | Itu                   | 5th                 |
| ميراسول     | Mirassol              | 10th                |
| بالميراس    | São Paulo (Perdizes)  | 1st                 |
| بورتوغيزا   | São Paulo (Pari)      | 1st (Série A2)      |
| براغانتينو  | Bragança Paulista     | 4th                 |
| سانتو أندري | Santo André           | 8th                 |
| سانتوس      | Santos                | 13th                |
| ساو برناردو | São Bernardo do Campo | 6th                 |
| ساو بينتو   | Sorocaba              | 2nd (Série A2)      |
| ساو باولو   | São Paulo (Morumbi)   | 2nd                 |

### المجموعة A
| المركز | الفريق     | لعب | ف. | ت. | خ. | أ.ل. | أ.ع. | ف.أ. | نقاط | تأهل أو هبوط             |
| ------ | ---------- | --- | -- | -- | -- | ---- | ---- | ---- | ---- | ------------------------ |
| 1      | براغانتينو | 12  | 6  | 2  | 4  | 15   | 10   | +5   | 20   | تأهل لمرحلة خروج المغلوب |
| 2      | بوتافوغو   | 12  | 4  | 2  | 6  | 14   | 17   | −3   | 14   | تأهل لمرحلة خروج المغلوب |
| 3      | سانتوس     | 12  | 3  | 5  | 4  | 14   | 17   | −3   | 14   |                          |
| 4      | ليميرا     | 12  | 3  | 2  | 7  | 4    | 18   | −14  | 11   |                          |

### المجموعة B
| المركز | الفريق     | لعب | ف. | ت. | خ. | أ.ل. | أ.ع. | ف.أ. | نقاط | تأهل أو هبوط             |
| ------ | ---------- | --- | -- | -- | -- | ---- | ---- | ---- | ---- | ------------------------ |
| 1      | ساو باولو  | 12  | 7  | 2  | 3  | 23   | 10   | +13  | 23   | تأهل لمرحلة خروج المغلوب |
| 2      | آغوا سانتو | 12  | 7  | 2  | 3  | 13   | 9    | +4   | 23   | تأهل لمرحلة خروج المغلوب |
| 3      | ميراسول    | 12  | 4  | 3  | 5  | 14   | 14   | 0    | 15   |                          |
| 4      | غواراني    | 12  | 4  | 2  | 6  | 14   | 14   | 0    | 14   |                          |

### المجموعة C
| المركز | الفريق          | لعب | ف. | ت. | خ. | أ.ل. | أ.ع. | ف.أ. | نقاط | تأهل أو هبوط             |
| ------ | --------------- | --- | -- | -- | -- | ---- | ---- | ---- | ---- | ------------------------ |
| 1      | كورينثيانز      | 12  | 6  | 4  | 2  | 19   | 10   | +9   | 22   | تأهل لمرحلة خروج المغلوب |
| 2      | إيتوانو         | 12  | 3  | 3  | 6  | 11   | 18   | −7   | 12   | تأهل لمرحلة خروج المغلوب |
| 3      | ساو بينتو       | 12  | 2  | 4  | 6  | 5    | 14   | −9   | 10   | هبوط إلى الدرجة الثانية  |
| 4      | Ferroviária (R) | 12  | 2  | 3  | 7  | 11   | 18   | −7   | 9    | هبوط إلى الدرجة الثانية  |

### المجموعة D
| المركز | الفريق      | لعب | ف. | ت. | خ. | أ.ل. | أ.ع. | ف.أ. | نقاط | تأهل أو هبوط             |
| ------ | ----------- | --- | -- | -- | -- | ---- | ---- | ---- | ---- | ------------------------ |
| 1      | بالميراس    | 12  | 8  | 4  | 0  | 18   | 5    | +13  | 28   | تأهل لمرحلة خروج المغلوب |
| 2      | ساو برناردو | 12  | 8  | 2  | 2  | 21   | 9    | +12  | 26   | تأهل لمرحلة خروج المغلوب |
| 3      | سانتو أندري | 12  | 4  | 2  | 6  | 9    | 14   | −5   | 14   |                          |
| 4      | بورتوغيزا   | 12  | 2  | 4  | 6  | 10   | 18   | −8   | 10   |                          |

## مرحلة خروج المغلوب
انطلقت مرحلة خروج المغلوب من بطولة باوليستا 2023 في 11 مارس 2023 بالربع النهائي وانتهت في 9 أبريل 2023 بالنهائي. تنافست ثمانية فرق في مرحلة خروج المغلوب.

### مواعيد الجولة
| دائري       | مباراة الذهاب   | مباراة الإياب |
| ----------- | --------------- | ------------- |
| ربع النهائي | 11–13 مارس 2023 | -             |
| نصف النهائي | 19-20 مارس 2023 | -             |
| نهائيات     | 2 أبريل 2023    | 9 أبريل 2023  |

### شكل
وتقام مباريات الدور ربع النهائي من مباراة واحدة على ملعب الفريق الأفضل تصنيفا في المرحلة الأولى. إذا لم تسجل أي أهداف خلال المباراة، سيتم تحديد التعادل عن طريق ركلات الترجيح . وستقام مباريات الدور نصف النهائي بنفس نظام مباريات الدور ربع النهائي. وستقام المباراة النهائية على مباراتين ، حيث يستضيف الفريق صاحب السجل الأفضل في المباريات من المراحل السابقة مباراة الإياب.

### الفرق المتأهلة
| مجموعة | الفائزون           | الوصيف      |
| ------ | ------------------ | ----------- |
| أ      | ريد بول براغانتينو | بوتافوغو    |
| ب      | ساو باولو          | أغوا سانتا  |
| ج      | كورنثوس            | إيتوانو     |
| د      | بالميراس           | ساو برناردو |

### ربع النهائي
| بالميراس | 0-1 | ساو برناردو |
| -------- | --- | ----------- |
| روني 42' |     |             |

| كوريثيانز     | 1-1 | إيتوانو       |
| ------------- | --- | ------------- |
| باولينيو 35'  |     | راي راموس 26' |
| ركلات الترجيح |     |               |
|               | 7-6 |               |

| ريد بل براغانتينو | 0-2   | بوتافوغو |
| ----------------- | ----- | -------- |
| برونينهو 15,84'   | تقرير |          |

| ساو باولو     | 0-0   | آغوا سانتا |
| ------------- | ----- | ---------- |
|               | تقرير |            |
| ركلات الترجيح |       |            |
|               | 6-5   |            |

### نصف النهائي
| بالميراس            | 0-1   | إيتوانو |
| ------------------- | ----- | ------- |
| موريلو سيركويرا 58' | تقرير | ش 72'   |

| آغوا سانتا    | 1-1   | ريد بول براغنتينو |
| ------------- | ----- | ----------------- |
| ش 51'         | تقرير | ش 9'              |
| ركلات الترجيح |       |                   |
|               | 2-4   |                   |

### النهائي
الجولة الأولى
| آغوا سانتا             | 1-2 | بالميراس   |
| ---------------------- | --- | ---------- |
| برونو مزينغا 44 ,90+2' |     | إندريك 53' |

الجولة الثانية
| بالميراس          | 0-4   | آغوا سانتا |
| ----------------- | ----- | ---------- |
| ش 10,68' · ش 54'a | تقرير | ش 72'      |

## أفضل الهدافين
| مركز | لاعب           | فريق       | أهداف |
| ---- | -------------- | ---------- | ----- |
| 1    | روجر جيديس     | كورنثوس    | 8     |
| 1    | جوليانو جالوبو | ساو باولو  | 8     |
| 3    | برونو ميزينجا  | أغوا سانتا | 7     |
| 4    | جون كينيدي     | فيروفياريا | 6     |
| 4    | روني           | بالميراس   | 6     |